# Mystacinobia zelandica
Mystacinobia zelandica  (лат.) — вид нелетающих двукрылых из инфраотряда круглошовных мух (Cyclorrhapha), выделяемый в самостоятельное семейство Mystacinobiidae. Известны исключительно из Новой Зеландии, где ведут комменсальный образ жизни в колониях рукокрылых — новозеландских футлярокрылов (Mystacina tuberculata). Питаются гуано летучих мышей, проявляя элементы социального поведения: имаго осуществляют аллогруминг личинок и взрослых представителей своего вида.

## Строение
Мелкие насекомые длиной 4—9 мм. Представители обоих полов лишены крыльев, самцы крупнее самок. Ноги длинные, покрыты крупными щетинками, коготки преобразованы для перемещения по меху рукокрылых.  Глаза редуцированы, образованы примерно 40 фасетками.